# Trichaphodius maldesi
Trichaphodius maldesi är en skalbaggsart som beskrevs av Bordat 1989. Trichaphodius maldesi ingår i släktet Trichaphodius och familjen Aphodiidae. Inga underarter finns listade i Catalogue of Life.